# Северово (Вологодская область)
Северово — деревня в Вологодском районе Вологодской области.
Входит в состав Прилукского сельского поселения, с точки зрения административно-территориального деления — в Прилукский сельсовет.
Расстояние по автодороге до районного центра Вологды — 31 км, до центра муниципального образования Дорожного — 16 км. Ближайшие населённые пункты — Муравьево, Ведрово, Ободаево, Шульгино.
По переписи 2002 года население — 6 человек.